# Andrés Ares Díaz
Andrés Ares Díaz (Corvelle, 1891 - Barallobre, 3 de octubre de 1936) fue un sacerdote católico español que desempeñó su labor pastoral en Galicia. Fue asesinado por el bando sublevado en los primeros meses de la guerra civil española.

## Biografía
Desde 1931, Andrés Ares Díaz ejerció como cura párroco en Val do Xestoso, cerca de Monfero, en la provincia de La Coruña. Tras el golpe de Estado de julio de 1936, fue denunciado por no entregar a los sublevados la colecta destinada a la fiesta de Los Remedios, programada para el primer domingo de septiembre, pero suspendida por las autoridades militares.
Un grupo de falangistas y guardias civiles lo detuvieron, acusándolo de pertenecer al Socorro Rojo Internacional. Fue trasladado a la aldea de Barallobre, cercana a Ferrol, donde lo obligaron a confesarse con el cura local, Antonio Casas. Este acto buscaba que Casas, al ver a un sacerdote detenido, corroborara la acusación de que Ares había ayudado a varios vecinos a escapar de la represión.
Antes de ser llevado al cementerio, el padre Ares entregó a Casas su reloj y doscientas pesetas. Finalmente, a las once de la mañana, fue ejecutado en el cementerio de Barallobre. El oficial al mando del pelotón justificó el asesinato al grito de «¡Lo manda Suances!», en referencia al oficial encargado de la represión en Ferrol. Por su parte, el padre Casas logró salvar la vida gracias a las protestas del cardenal Isidro Gomá contra la ejecución de sacerdotes en la zona sublevada, especialmente curas vascos.
El certificado de defunción del padre Ares señala que fue eliminado por la Guardia Civil mientras intentaba escapar durante el traslado para realizar una diligencia.